# Peter Marius Andersen
Peter Marius Andersen (* 25. April 1885 in Kopenhagen; † 20. März 1972 ebenda) war ein dänischer Fußballspieler.

## Karriere
Als Teil der nationalen Olympiaauswahl im Fußballturnier der Spiele 1908 in London spielte er in einem von drei Partien und errang die Silbermedaille. Zu dieser Zeit war er auf Klubebene bei Frem Kopenhagen aktiv.